# Jan Villwock
Jan Villwock (* 26. Januar 1966 in Ulm) ist ein ehemaliger deutscher Basketballspieler auf der Position des Flügelspielers. 1986 nahm er mit der deutschen Nationalmannschaft an der Weltmeisterschaft teil.

## Laufbahn
Villwock begann seine Basketballkarriere im Alter von zehn Jahren beim SSV Ulm 1846. Nach einer Station beim Zweitligisten Ludwigsburg, der Rückkehr nach Ulm und nach bestandenem Abitur wechselte er 1985 zum Bundesligisten MTV 1846 Gießen. Er absolvierte in Gießen seinen Wehrdienst und spielte beim MTV an der Seite von Michael Koch und Henning Harnisch. Villwock erzielte in 288 Bundesliga-Spielen für Gießen mehr als 4000 Punkte und setzte sich damit in der „ewigen Korbjägerliste“ des Vereins auf den ersten Platz. 1995 trat er aus beruflichen Gründen kürzer und schloss sich dem Zweitligisten TV Lich ab, später spielte er noch beim VfR 19 Limburg und VfB 1900 Gießen. 2001 beendete er seine Spielerkarriere. Beim VfB 1900 war nachher auch als Trainer tätig. Seine Tochter Linn wurde in derselben Sportart Jugend-Nationalspielerin und Zweitligaspielerin.

### Nationalmannschaft
Villwock bestritt 16 A-Länderspiele für Deutschland (allesamt im Jahr 1986). Er gehörte zum deutschen Aufgebot für die WM ’86, im Folgejahr beendete er seine Nationalmannschaftskarriere. Bei der Kadetten-EM 1983 gewann er zuvor mit der deutschen Mannschaft Bronze und erzielte bei diesem Turnier pro Partie im Schnitt 12,8 Punkte. Ein Jahr später, bei der Junioren-EM, war er mit einem Punkteschnitt von 18,1 erfolgreichster Werfer der deutschen Mannschaft.